# Armin Otto Leuschner

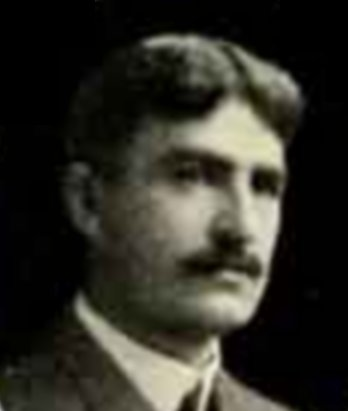
Armin Otto Leuschner

Armin Otto Leuschner (* 16. Januar 1868 in Detroit/Michigan; † 22. April 1953 bei Berkeley, Kalifornien) war ein US-amerikanischer Astronom und Professor.

## Leben
Leuschner wurde in den USA geboren, wuchs in Deutschland auf und kehrte in die USA zu Studienzwecken zurück. 1888 erhielt er seinen Abschluss von der University of Michigan. Er setzte dann seine Studien am Lick-Observatorium fort, geriet aber bald mit seinem streitbaren Lehrer, Direktor Edward S. Holden in Streit, so dass er das Observatorium ohne Abschluss verließ. Leuschner kehrte nach Deutschland zurück und schrieb sich an der Friedrich-Wilhelms-Universität Berlin ein, wo er 1897 seinen Doktorgrad erwarb. Seine Doktorarbeit, die Thesen zu den Umlaufbahnen von Kometen beschrieb, erntete dabei höchstes Lob.
Er kehrte nach Kalifornien zurück und wurde Professor für Astronomie an der University of California, Berkeley. Hier verbrachte er das nächste halbe Jahrhundert. Er begründete das später nach ihm benannte Leuschner-Observatorium. Das Lick-Observatorium hatte inzwischen ebenfalls einen neuen Direktor. Zusammen mit diesem, James E. Keeler, entwickelte Leuschner Programme, die es Studenten ermöglichten, an beiden Observatorien ihre Studien zu vervollständigen.
Leuschner’s Haupttätigkeitsfeld war die Bahnberechnung von Kometen und Asteroiden. Auf diesem Gebiet brachte er als Lehrer mehr als 60 Studenten zu Doktorgraden.
1913 wurde er Rektor an der Graduate School von Berkeley. Im gleichen Jahr wurde er in die National Academy of Sciences gewählt. Außerdem war er Gründungsmitglied der Pazifischen Astronomischen Vereinigung, war eine Wahlperiode lang Präsident der Vereinigung US-amerikanischer Professoren und übernahm für 20 Jahre den Vorsitz des Komitees für Kometen und Kleinplaneten der Internationalen Astronomischen Union.

## Ehrungen
Preise
- James Craig Watson Medal (1916)
- Nordstern-Orden, Schweden (1924)
- Bruce Medal (1936)
- Rittenhouse Medal (1937)
- Halley Lecturer, University of Oxford (1938)

Nach ihm wurden benannt
- Mondkrater Leuschner[1]
- Leuschner Observatorium
- Asteroid (1361) Leuschneria